# Ioan Roman
Ioan Roman (n. 1 aprilie 1958, Cluj, România) este un deputat român în legislatura 1996-2000, ales în județul Cluj pe listele partidului PNȚCD.

## Legături externe
- Ioan Roman Arhivat în 13 august 2020, la Wayback Machine. la cdep.ro